# Виналић
Виналић је насељено мјесто у саставу града Врлике, Сплитско-далматинска жупанија, Република Хрватска.

## Географија
Налази се 4 км сјевероисточно од Врлике, на ријеци Цетини.

## Историја
До територијалне реорганизације у Хрватској налазио се у саставу старе општине Сињ. Током рата у Хрватској био је у саставу Републике Српске Крајине.

## Становништво
На попису становништва 2011. године, Виналић је имао 216 становника.
| Број становника по пописима | Број становника по пописима | Број становника по пописима | Број становника по пописима | Број становника по пописима | Број становника по пописима | Број становника по пописима | Број становника по пописима | Број становника по пописима | Број становника по пописима | Број становника по пописима | Број становника по пописима | Број становника по пописима | Број становника по пописима | Број становника по пописима | Број становника по пописима |
| --------------------------- | --------------------------- | --------------------------- | --------------------------- | --------------------------- | --------------------------- | --------------------------- | --------------------------- | --------------------------- | --------------------------- | --------------------------- | --------------------------- | --------------------------- | --------------------------- | --------------------------- | --------------------------- |
| 1857                        | 1869                        | 1880                        | 1890                        | 1900                        | 1910                        | 1921                        | 1931                        | 1948                        | 1953                        | 1961                        | 1971                        | 1981                        | 1991                        | 2001                        | 2011                        |
| 286                         | 313                         | 246                         | 275                         | 307                         | 395                         | 482                         | 616                         | 554                         | 645                         | 710                         | 612                         | 490                         | 438                         | 283                         | 216                         |

Напомена: У 1991. смањено за део подручја насеља који је припојен насељу Подосоје. У 1857., 1869., 1921., 1931., 1953. и 1961. садржи део података за насеље Подосоје.

### Попис1991.
На попису становништва 1991. године, насељено место Виналић је имало 438 становника, следећег националног састава:
| Попис 1991.‍ | Попис 1991.‍ | Попис 1991.‍ | Попис 1991.‍ | Попис 1991.‍ |
| ----------- | ----------- | ----------- | ----------- | ----------- |
|             |             |             |             |             |
| Хрвати      | Хрвати      |             | 401         | 91,55%      |
| непознато   | непознато   |             | 37          | 8,44%       |
| укупно: 438 |             |             |             |             |